# The Stripper
The Stripper is een Amerikaanse dramafilm uit 1963 en het regiedebuut van Franklin J. Schaffner. Destijds werd de film in Nederland uitgebracht onder de titel Koopwaar op hoge hakjes.

## Verhaal
Lila Green is een danseres bij de revue van Madame Olga. Wanneer haar vriendje en impresario Ricky Powers aan de haal gaat met haar geld, zoekt Lila onderdak bij haar oude vriendin Helen Baird en haar tienerzoon Kenny, die meteen verliefd wordt op haar. Als Ricky terug in de stad is, biedt hij haar een baan aan als stripper.

## Rolverdeling
| Acteur             | Personage         |
| ------------------ | ----------------- |
| Joanne Woodward    | Lila Green        |
| Richard Beymer     | Kenny Baird       |
| Claire Trevor      | Helen Baird       |
| Carol Lynley       | Miriam Caswell    |
| Robert Webber      | Ricky Powers      |
| Louis Nye          | Ronnie Cavendish  |
| Gypsy Rose Lee     | Madame Olga       |
| Michael J. Pollard | Jelly             |
| Sondra Blake       | Edwina            |
| Susan Brown        | Mevrouw Mulvaney  |
| Marlene De Lamater | Sandra Mulvaney   |
| Gary Pagett        | Dizzy             |
| Ralph Lee          | Sonny             |
| Bing Russell       | Mijnheer Mulvaney |